# Alexander Stuart
Alexander Stuart (1673 - 1742) was een Britse natuurfilosoof en arts.

## Biografie
Stuart werd geboren in Aberdeen in Schotland. In 1691 studeerde hij af aan het Marischal College in Aberdeen, waarna hij scheepsarts werd. In die hoedanigheid diende hij van 1701 tot 1704 op de London en daarna tot 1707 op de Europe. In 1708 begon hij aan een studie medicijnen aan de Universiteit Leiden, die hij op 22 juni 1711 met succes afrondde. Aansluitend werkte hij enige jaren als arts bij de British Army.
In 1714 werd Stuart benoemd tot lid van de Royal Society, de Britse academie van wetenschappen. Vanaf 1719 was hij als arts verbonden aan achtereenvolgens het Westminster Hospital en het St George's Hospital. In 1728 werd hij tevens benoemd tot privé-arts van Caroline van Brandenburg-Ansbach, gemalin van George II van Groot-Brittannië. Stuart ging in 1736 met pensioen en in 1740 werd hem de Copley Medal van de Royal Society toegekend voor werk aan spierbewegingen, in het bijzonder die van het hart.